# Рина (Месина)
Рина је насеље у Италији у округу Месина, региону Сицилија.
Према процени из 2011. у насељу је живело 634 становника. Насеље се налази на надморској висини од 94 м.